# Acronicta perdita
Acronicta perdita là một loài bướm đêm trong họ Noctuidae.
Nó được tìm thấy từ British Columbia về phía nam đến California.
Sải cánh dài 42–46 mm. Con trưởng thành mọc cánh từ tháng 4 đến tháng 7 tùy thuộc vào vị trí.
Ấu trùng ăn các loài Ceanothus và Purshia.